# Trafność treściowa
Trafność treściowa – stopień, w jakim pozycje testowe odzwierciedlają pewne uniwersum treści lub zachowań, które test ma badać. W teście trafnym treściowo pozycje muszą pochodzić z określonego zakresu uniwersum i stanowić jego reprezentatywną próbę.
Najlepiej weryfikować trafność treściową poszczególnych pozycji testowych poddając je ocenie sędziów kompetentnych.